# Adam Remigiusz Grocholski

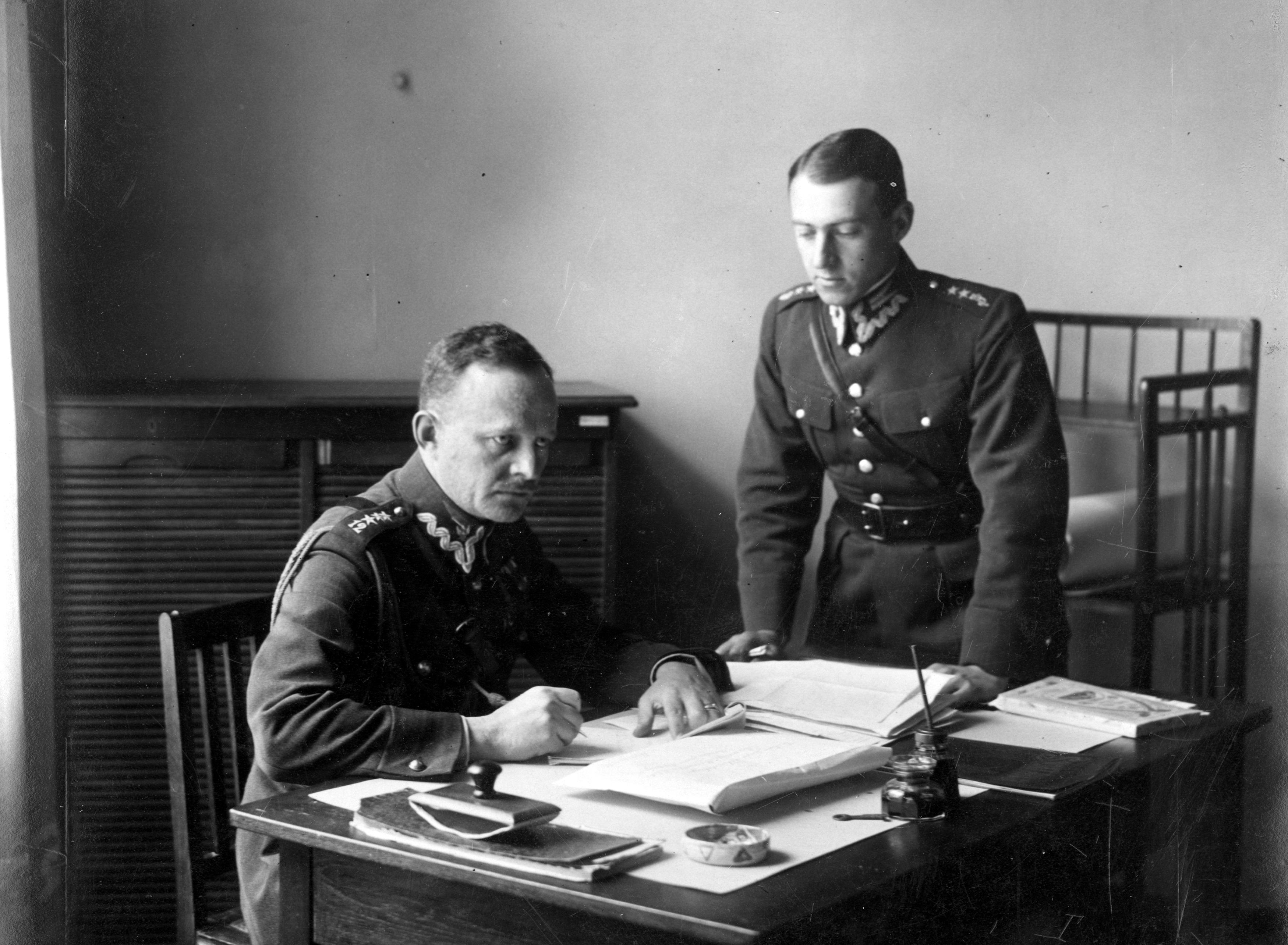
Mjr Adam Remigiusz Grocholski i por. Alfons Vacqueret, jako adiutanci ministra spraw wojskowych Józefa Piłsudskiego.

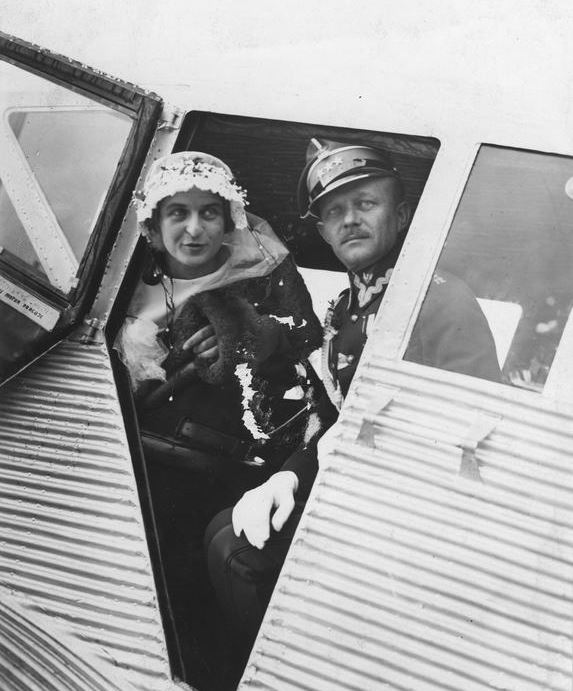
Adam Remigiusz Grocholski z żoną Barbarą w kabinie „Junkersa" – kilka minut przed odlotem w podróż poślubną do Rzymu.

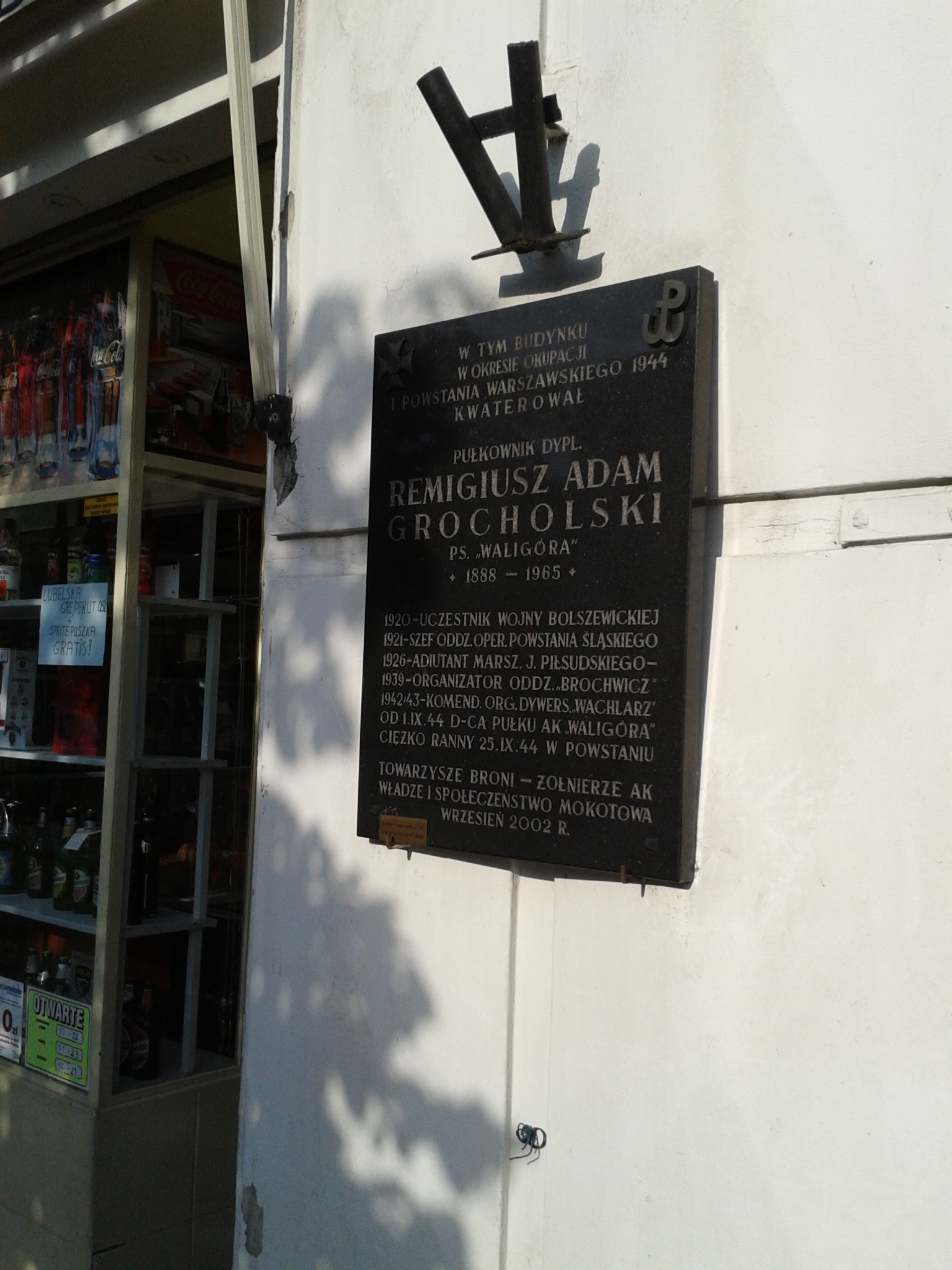
Tablica upamiętniająca Adama Remigiusza Grocholskiego na ścianie kamienicy przy ulicy Puławskiej 103 w Warszawie.

Adam Remigiusz Grocholski (także Remigiusz Adam Grocholski, ps. „Brochwicz”, „Doktor”, „Inżynier”, „Miś”, „Waligóra”), przybrane nazwisko Żukowski (ur. 3 września 1888 w Strzyżawce, zm. 17 marca 1965 w Cannes) – pułkownik dyplomowany kawalerii Wojska Polskiego, dwukrotny kawaler Orderu Virtuti Militari.

## Życiorys
Syn Tadeusza, ziemianina, i Zofii z Zamoyskich. Po ukończeniu gimnazjum w Odessie i Wydziału Prawno-Historycznego Uniwersytetu w Petersburgu przez kilka lat leczył gruźlicę w Zakopanem i Davos.

### I wojna światowa
Od lipca 1915 jako pełnomocnik Czerwonego Krzyża był oficerem do specjalnych poruczeń namiestnika Kaukazu. W marcu 1917 organizator i przewodniczący zjazdu Związku Wojskowych Polaków w Batumi – Tyflisie (obecnie Tbilisi), od grudnia tego roku szef Oddziału II Sztabu III Korpusu Polskiego w Rosji.

### Wojna polsko-bolszewicka
W styczniu 1919 aresztowany na krótko w Warszawie jako (przypadkowy) uczestnik zamachu stanu gen. Mariana Januszajtisa. Od marca 1919 oficer służby stałej Wojska Polskiego, początkowo dowódca szwadronu ciężkich karabinów maszynowych 12 pułku ułanów. Po ukończeniu pierwszego kursu Wojennej Szkoły Sztabu Generalnego (lipiec–październik 1919) pozostał tam jako tłumacz. Od grudnia tego roku adiutant XV Brygady Piechoty, od lipca 1920 szef Oddziału III Sztabu 6 Armii, uczestnik wojny z bolszewikami, od września 1920 szef Oddziału II Sztabu Grupy gen. Władysława Jędrzejewskiego.

### Dwudziestolecie międzywojenne
W marcu 1921 został szefem oddziału III (operacyjnego) w Dowództwie Obrony Plebiscytu (Naczelnej Komendzie Wojsk Powstańczych) w czasie III powstania śląskiego, m.in. był autorem projektu rozkazu operacyjnego nr 1 o rozpoczęciu powstania. Używał wówczas pseudonimu „Brochwicz”. Od listopada 1921 inspektor granicy wschodniej w woj. wołyńskim, w 1923 krótko pracował w Wojskowym Instytucie Naukowo-Wydawniczym, następnie był tłumaczem w Wyższej Szkole Wojennej w Warszawie. 21 grudnia 1923 roku został przeniesiony z korpusu oficerów piechoty do korpusu oficerów jazdy, do 12 pułku ułanów Podolskich z jednoczesnym odkomenderowaniem do Centralnej Szkoły Kawalerii w Grudziądzu na dziesięciomiesięczny kurs. Z dniem 1 listopada 1924 roku został odkomenderowany do Wyższej Szkoły Wojennej w Warszawie, w charakterze słuchacza Kursu Doszkolenia. Z dniem 15 października 1925 roku, po ukończeniu kursu i otrzymaniu dyplomu naukowego oficera Sztabu Generalnego, został przydzielony do Oddziału IIIa Biura Ścisłej Rady Wojennej w Warszawie. Od sierpnia 1926 adiutantem Ministra Spraw Wojskowych Józefa Piłsudskiego. Od 1932 dowódca szwadronu, potem zastępca dowódcy 1 pułku strzelców konnych. Z dniem 31 sierpnia 1934 roku został przeniesiony w stan spoczynku. Poświęcił się wówczas pisarstwu i malarstwu.

Rotmistrz Grocholski, z którym najkrócej kolegowałam, miał szeroki gest i prześliczną postawę. Nikt tak nie umiał wejść i wyjść z pokoju, zdawałoby się z pozoru – łatwa rzecz, a właściwie jedna z najtrudniejszych. Na przykład – wychodząc skądś – zamknąć tak za sobą drzwi, żeby się nie obracać bezmyślnie i niezgrabnie w kółko przy klamce. Rotmistrz pisał wiersze i malował, toteż nigdy nie bywał nudny i bardzo go lubiłam. (…) Zarzucić można, że moja uwaga o rtm. Grocholskim jest błaha. Otóż nie. Kwestia tak zwanej prezencji błaha nie jest. Tu znowu, jak i w ubraniu, wyrażają się zalety i wady człowieka przez gesta zewnętrzne, ów wehikuł duszy. Zaniedbując te gesta, przez niechlujne i śmieszne ułożenie, dajemy nieraz o sobie innym zupełnie fałszywe pojęcie.

Członek założyciel Towarzystwa Wiedzy Wojskowej i Aeroklubu RP. Autor artykułów w fachowej prasie wojskowej.

### II wojna światowa
W czasie kampanii wrześniowej 1939 zorganizował w połowie września oddział konspiracyjny „Brochwicz”, który od 28 września do zakończenia działań wojennych wykonywał zadania rozpoznawcze na rzecz SGO „Polesie” gen. Franciszka Kleeberga. Podczas okupacji niemieckiej stał na czele organizacji konspiracyjnej „Brochwicz” na terenie Lubelszczyzny. Używał wówczas pseudonimów „Brochwicz”, „Miś”. Po podporządkowaniu tej organizacji ZWZ, w kwietniu–maju 1940 pozostawał początkowo bez przydziału.
Członek komitetu redakcyjnego „Biuletynu Żołnierskiego” wydawanego od sierpnia 1940 pisma TAP, potem Konfederacji Zbrojnej. Wiosną 1941 złożył w Komendzie Głównej ZWZ projekt stworzenia organizacji dywersyjnej, która miałaby – wobec przewidywanego konfliktu między III Rzeszą i ZSRR – działać na tyłach frontu niemiecko-radzieckiego. Od września 1941 szef sztabu i zastępca ppłk. Jana Włodarkiewicza komendanta „Wachlarza”, w stopniu majora dyplomowanego pod ps. „Doktor”, „Inżynier”, „Waligóra”. Mianowany podpułkownikiem rozkazem L21/BP z 11 listopada 1942. Po śmierci Włodarkiewicza od kwietnia–maja 1942 do marca 1943 był komendantem „Wachlarza”. Mieszkał wówczas przy ulicy Puławskiej 103 pod nazwiskiem Żukowski. W czasie powstania warszawskiego od 1 września 1944 komendant V Rejonu (Mokotów Dolny) Obwodu Mokotów Okr. Warszawa AK pod ps. „Waligóra” (całość sił tego rejonu utworzyła pułk „Waligóra”). Ciężko ranny 25 września, dwa dni później został wyprowadzony z terenu walk przez łączniczki wraz z ludnością cywilną opuszczającą Mokotów. 29 września 1944 został awansowany do stopnia pułkownika.

### Polska Rzeczpospolita Ludowa
Po wojnie mieszkał w Szklarskiej Porębie, a od 1954 w Warszawie. Zmarł 17 marca 1965 w Cannes. Pochowany na cmentarzu wojskowym w Laskach pod Warszawą.

## Rodzina
11 października 1925 w majątku ks. Czetwertyńskich w Suchej Woli na Podlasiu, ożenił się z Barbarą – córką Seweryna Czetwertyńskiego, z którą miał dziesięcioro dzieci: Tadeusza Mikołaja (ur. 1926), Barbarę (ur. 1927), Remigiana (ur. 1928), Michała (ur. 1929–2020), Annę (ur. 1931), Ignacego (ur. 1933), Franciszka (ur. 1934), Włodzimierza (ur. 1936), Piotra (ur. 1938) i Elżbietę (ur. 1940).
Jego młodszym bratem był Ksawery Grocholski, żołnierz AK i WiN, skazany w procesie pokazowym w styczniu 1947, stracony.

## Ordery i odznaczenia
- Krzyż Złoty Orderu Wojennego Virtuti Militari nr 172 (za działalność w konspiracji)[7]
- Krzyż Srebrny Orderu Wojskowego Virtuti Militari nr 5244 (28 lutego 1922)[8]
- Krzyż Niepodległości (17 marca 1938)[9]
- Krzyż Walecznych (pięciokrotnie, po raz 1 i 2 w 1921)[10][11][12]